# UFC Fight Night: Brunson vs. Shahbazyan
UFC Fight Night: Brunson vs. Shahbazyan (também conhecido como UFC Fight Night 173 e UFC on ESPN+ 31) foi um evento de MMA produzido pelo Ultimate Fighting Championship no dia 1 de agosto de 2020, no UFC Apex em Las Vegas, Nevada.

## Background
Uma luta no peso galo feminino entre a ex-campeã Holly Holm e Irene Aldana era esperada para servir como luta principal. Entretanto, foi anunciado em 22 de julho que Aldana havia se retirado da luta após testar positivo para COVID-19.. Holm foi removida do card e a luta foi remarcada para 3 de Outubro de 2020. Com isso, uma luta no peso médio entre Derek Brunson e Edmen Shahbazyan foi promovida à luta principal. 
Uma luta no peso mosca feminino entre a ex-campeã peso mosca do Invicta FC Jennifer Maia e Viviane Araújo foi marcada para o UFC Fight Night: Poirier vs. Hooker. Entretanto, a luta foi remarcada para este evento após ambas lutadoras ficarem impossibilitadas de viajar devido à pandemia do coronavírus. Porém, Araujo foi removida do card em 20 de julho após testar positivo para COVID-19 e foi substituída por Joanne Calderwood.
Uma luta nos meio-médios entre Vicente Luque e Randy Brown foi inicialmente marcada para 11 de abril, no UFC Fight Night: Overeem vs. Harris. Entretanto, o evento foi cancelado devido à pandemia do Covid-19. A luta foi remarcada para este evento.
Uma luta no peso galo feminino entre Ketlen Vieira e Yana Kunitskaya foi inicialmente marcada para este evento, porém foi adiada para o UFC Fight Night: Lewis vs. Oleinik.
Luke Sanders era esperado para enfrentar Chris Gutiérrez neste evento. Entretanto, Sanders foi removido do card por motivos não revelados e foi substituído pelo estreante Cody Durden.

## Bônus da Noite
Os lutadores receberam US$50.000 de bônus:
- Luta da Noite:  Bobby Green vs.  Lando Vannata[12]
- Performance da Noite:  Vicente Luque[13] e  Jennifer Maia[14]